# Carl Gräbe
Carl Gräbe (Frankfurt am Main, 24 de fevereiro de 1841 — Frankfurt am Main, 19 de janeiro de 1927) foi um químico alemão.
Gräbe estudou em uma escola vocacional em Frankfurt am Main, na Universidade de Karlsruhe e na Universidade de Heidelberg. Trabalhou depois na companhia química Meister Lucius und Brüning (atual Hoechst AG). Supervisionou a produção de fucsina e pesquisou corantes violeta feitos de iodo. O trabalho com iodo causou-lhe uma infecção ocular, o que fez-lhe retornar à universidade.
Orientado por Robert Bunsen, Carl Gräbe obteve o doutorado na Universidade de Heidelberg, em 1862. Habilitou-se em 1868, tornando-se então professor na Universidade de Leipzig. Gräbe foi professor de química na Universidade de Königsberg, de 1870 a 1877, e na Universidade de Genebra, de 1878 a 1906.
Juntamente com Carl Theodore Liebermann, sintetizou em 1868 o corante vermelho alaranjado alizarina; a alizarina foi isolada e identificada a partir da raiz da rubia aproximadamente quarenta anos antes (em 1826) pelo químico francês Pierre Jean Robiquet, simultaneamente com a purpurina, um corante violeta.
Introduziu a nomenclatura "orto", "meta" e "para" de anéis de benzeno.